# Masanori Hirasawa
| Entdeckte Asteroiden: 23          | Entdeckte Asteroiden: 23 | Entdeckte Asteroiden: 23 |
| --------------------------------- | ------------------------ | ------------------------ |
| Nummer und Name                   | Entdeckungsdatum         |                          |
| (6416) Nyukasayama                | 14. November 1993        |                          |
| (6499) Michiko                    | 27. Oktober 1992         |                          |
| (6918) Manaslu                    | 20. März 1993            |                          |
| (7028) Tachikawa                  | 4. Dezember 1993         |                          |
| (7067) Kiyose                     | 4. Dezember 1993         |                          |
| (7353) Kazuya                     | 6. Januar 1995           |                          |
| (7891) Fuchie                     | 11. November 1994        |                          |
| (7892) Musamurahigashi            | 27. November 1994        |                          |
| (8100) Nobeyama                   | 4. Dezember 1993         |                          |
| (8200) Souten                     | 7. Januar 1994           |                          |
| (8530) Korbokkur                  | 25. Oktober 1992         |                          |
| (8551) Daitarabochi               | 11. November 1994        |                          |
| (8702) Nakanishi                  | 14. November 1993        |                          |
| (9197) Endo                       | 24. November 1992        |                          |
| (9350) Waseda                     | 13. Oktober 1991         |                          |
| (9386) Hitomi                     | 5. Dezember 1993         |                          |
| (10171) Takaotengu                | 7. März 1995             |                          |
| (10617) Takumi                    | 25. Oktober 1997         |                          |
| (10837) Yuyakekoyake              | 6. März 1994             |                          |
| (13162) 1995 UK44                 | 22. Oktober 1995         |                          |
| (14036) 1995 EY7                  | 5. März 1995             |                          |
| (14037) 1995 EZ7                  | 5. März 1995             |                          |
| (37675) 1995 AJ1                  | 6. Januar 1995           |                          |
| - alle zusammen mit Shōhei Suzuki |                          |                          |

Masanori Hirasawa (jap. 平沢 正規, Hirasawa Masanori) ist ein japanischer Astronom und Asteroidenentdecker.
Er ist Absolvent der Waseda-Universität und als Lehrer an der Tokioter Fuchie-Oberschule tätig, nach der er auch den Asteroiden (7891) Fuchie benannte. Zusammen mit seinem Kollegen Shōhei Suzuki entdeckte er an der Mount Nyukasa Station zwischen 1991 und 1998 insgesamt 52 Asteroiden. Er ist verheiratet mit Michiko Hirasawa (* 1955), die die Mount Nyukasa Station leitet und nach der er (6499) Michiko benannte.